# ATP de Shenzhen
O ATP de Shenzhen (também conhecido como Shenzhen Open, para fins de patrocínio) foi um torneio profissional de tênis masculino disputado em piso duro na cidade de Shenzhen, na China. O evento é organizado pela ATP, na categoria World Tour 250. Estreou em 2014, em substituição ao ATP de Bangkok. Teve última edição em 2018, sendo substituído por Zhuhai.

## Finais

### Simples
| Ano  | Campeão            | Vice-campeão           | Resultado       |
| ---- | ------------------ | ---------------------- | --------------- |
| 2018 | Yoshihito Nishioka | Pierre-Hugues Herbert  | 7–5, 2–6, 6–4   |
| 2017 | David Goffin       | Alexandr Dolgopolov    | 6–4, 56–7, 6–3  |
| 2016 | Tomáš Berdych      | Richard Gasquet        | 7–65, 26–7, 6–3 |
| 2015 | Tomáš Berdych      | Guillermo García-López | 6–3, 7–67       |
| 2014 | Andy Murray        | Tommy Robredo          | 5–7, 7–69, 6–1  |

### Duplas
| Ano  | Campeões                       | Vice-campeões                 | Resultado         |
| ---- | ------------------------------ | ----------------------------- | ----------------- |
| 2018 | Ben McLachlan Joe Salisbury    | Robert Lindstedt Rajeev Ram   | 7–65, 7–64        |
| 2017 | Alexander Peya Rajeev Ram      | Nikola Mektić Nicholas Monroe | 6–3, 6–2          |
| 2016 | Fabio Fognini Robert Lindstedt | Olivier Marach Fabrice Martin | 7–64, 6–3         |
| 2015 | Jonathan Erlich Colin Fleming  | Chris Guccione André Sá       | 6–1, 36–7, [10–6] |
| 2014 | Jean-Julien Rojer Horia Tecău  | Sam Groth Chris Guccione      | 6–4, 7–64         |